# Stokesby
Stokesby – wieś w Anglii, w Norfolk. W 1870-72 wieś liczyła 418 mieszkańców. Stokesby jest wspomniana w Domesday Book (1086) jako Stoches/Stokesbei/Stokesbey.